# Julimonarchie
Die Julimonarchie (französisch monarchie de Juillet) begann in Frankreich nach der Julirevolution von 1830 mit der Herrschaftsübernahme durch König Louis-Philippe I. Sein Vorgänger, Karl X., hatte infolge der Revolution abgedankt.

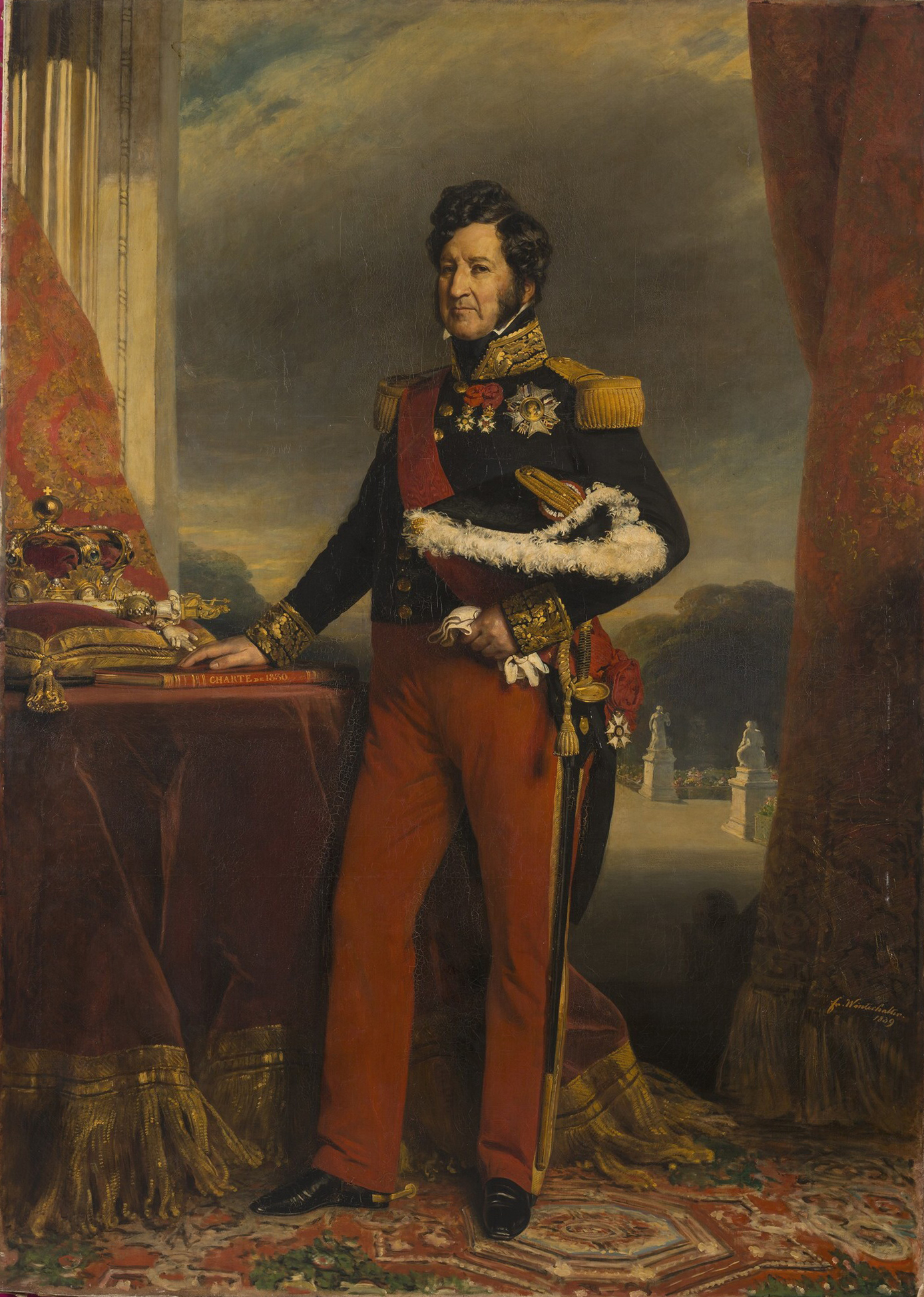
König Louis-Philippe I.

## Geschichte
Die Tage der Julirevolution (Les Trois Glorieuses) hatten den endgültigen Sturz der bourbonischen Hauptlinie in Frankreich und die erneute Machtergreifung des Bürgertums in einem liberalen, konstitutionellen Königreich zur Folge. Ursache der Revolution war die reaktionäre Politik König Karls X. Als der König versuchte, mit Hilfe seines Notverordnungsrechts gemäß Artikel 14 der Charte constitutionnelle das politische System Frankreichs in Richtung eines absoluten Königtums zurückzuschrauben, erhoben sich im Juli 1830 in Paris Handwerker, Arbeiter und Studenten und zwangen ihn zur Abdankung und zur Flucht nach England.
Der aus der bourbonischen Nebenlinie Haus Orléans stammende Louis Philippe wurde wegen seiner verhältnismäßig liberalen Haltung Bürgerkönig genannt. Seine Regentschaft wurde, zumindest anfangs, vom Großbürgertum gestützt. Von ihrer politischen Struktur her kann die Julimonarchie als eine Art Mischform aus einer konstitutionellen und einer parlamentarischen Monarchie bezeichnet werden. Die Befugnisse der Abgeordnetenkammer und der Pairskammer aus der Restaurationszeit wurden in ihren Machtbefugnissen erheblich erweitert, dennoch behielt der König einen bedeutenden Einfluss auf Regierung und auswärtige Politik.
Das französische Bürgertum war aber zusehends enttäuscht von der Politik des Königs. Vor allem das Zensuswahlrecht, das dem Bürgertum einen seiner Stärke entsprechenden Einfluss bei der Gesetzgebung verwehrte, verstärkte die Unzufriedenheit. Eine Agrar- und Handelskrise 1847 führten zu Unruhen und letztlich zur bürgerlichen Februarrevolution von 1848.
Die Julimonarchie endete mit der Etablierung der Zweiten Französischen Republik.

Das persönliche Wappen von König Louis-Philippe I. aus dem Haus Orléans enthält vielerlei Symbolik, die auf seine „Stellung zwischen den Zeiten“ hinweist: Der Turnierkragen über den Lilien kennzeichnet den König als Angehörigen einer jüngeren Linie der Bourbonen, dem die dynastische „Seniorität“ fehlt. Dem Wappenmantel mit den Lilien der Kapetinger sind der Orden der napoleonischen Ehrenlegion sowie die Trikoloren der Französischen Revolution aufgelegt, letztere bestückt mit dem stolzen Hahn, der zwischen 1789 und 1804 französisches Wappentier war, das die errungenen Freiheiten symbolisierte. Die gekreuzten Zepter mit der Schwurhand als Zeichen der Gerechtigkeit und dem Reichsapfel sind dem napoleonischen Kaiserwappen nachempfunden.